# Michael Schroeren (Politiker)
Michael Schroeren (* 11. März 1946 in Mönchengladbach) ist ein deutscher Politiker (CDU) und war Mitglied des Landtages von Nordrhein-Westfalen.

## Ausbildung und Beruf
Schroeren absolvierte eine Maschinenbaulehre sowie eine Ausbildung zum Kaufmann. Seit 35 Jahren ist er als selbständiger Kaufmann in der Immobilienbranche tätig.
Schroeren ist verheiratet und hat zwei Kinder.

## Politik
Schroeren, der seit 1971 Mitglied in der CDU ist, gehört seit 1975 dem Stadtrat der Stadt Mönchengladbach an und war dort von 1999 bis 2009 Erster Bürgermeister. Von 2004 bis 2009 war er Mitglied der Landschaftsversammlung im Landschaftsverband Rheinland. Schroeren war von 2005 bis 2012 Abgeordneter des nordrhein-westfälischen Landtags für den Wahlkreis Mönchengladbach I. Zuletzt war er ordentliches Mitglied im Ausschuss für Bauen, Wohnen und Verkehr, im Haupt- und Medienausschuss, im Kulturausschuss sowie im Sportausschuss.